# Pseudoplanodes
Pseudoplanodes is een kevergeslacht uit de familie van de boktorren (Cerambycidae). De wetenschappelijke naam van het geslacht werd voor het eerst geldig gepubliceerd in 1935 door Breuning.

## Soorten
Pseudoplanodes omvat de volgende soorten:
- Pseudoplanodes aurovilliusi (Schwarzer, 1926)
- Pseudoplanodes mindoroensis Breuning, 1945
- Pseudoplanodes xenoceroides (Heller, 1923)